# Pilea yunckeri
Pilea yunckeri är en nässelväxtart som beskrevs av Charles Dennis Adams. Pilea yunckeri ingår i släktet pileor, och familjen nässelväxter. Inga underarter finns listade i Catalogue of Life.